# 로버츠문둥이박쥐
로버츠문둥이박쥐(Neoromicia robertsi)는 애기박쥐과에 속하는 박쥐의 일종이다. 마다가스카르섬의 토착종이다. 작은 크기의 박쥐로 몸길이는 84~93mm이고 전완장은 34~38mm, 꼬리 길이는 31~35mm, 발 길이는 6mm, 귀 길이는 13mm이다.